# Bredträsket (Degerfors socken, Västerbotten)
Bredträsket är en sjö i Vindelns kommun i Västerbotten och ingår i Umeälvens huvudavrinningsområde. Sjön har en area på 0,712 kvadratkilometer och ligger 243,2 meter över havet. Sjön avvattnas av vattendraget Hjuksån.

## Delavrinningsområde
Bredträsket ingår i det delavrinningsområde (715274-169077) som SMHI kallar för Utloppet av Bredträsket. Medelhöjden är 250 meter över havet och ytan är 3,7 kvadratkilometer. Räknas de 9 avrinningsområdena uppströms in blir den ackumulerade arean 54,96 kvadratkilometer. Hjuksån som avvattnar avrinningsområdet har biflödesordning 3, vilket innebär att vattnet flödar genom totalt 3 vattendrag innan det når havet efter 127 kilometer. Avrinningsområdet består mestadels av skog (57 procent) och sankmarker (19 procent). Avrinningsområdet har 0,71 kvadratkilometer vattenytor vilket ger det en sjöprocent på 19,2 procent.